# Joshua Berman
Joshua Marc Berman (født 27. marts 1996) er en dansk børne/ungdomsskuespiller. Han er mest kendt fra familiefilmserien om pigen Karla. Derudover har han også medvirket i tv-serier som Isas Stepz og Rita.

## Biografi
Han er opvokset i Nordsjælland hos sin mor. Joshua fik i 11/12-års alderen interesse for filmbranchen. Han gik derefter til en del castings uden at have det store held med at få en rolle. Pludselig ringer Nordisk Film med tilbud om at være med i Karla og Katrine. Joshua gennemgår et par castings og bliver valgt til rollen som Jonas. Imens han passede sin skolegang går han til en del castings og får løbende småroller i flere serier samt få film. Siden hen er det blevet til flere film og TV-serier. Joshua har i dag et job som ejendomsmægler i København. Han blev far til en dreng i sommeren 2022.

## Filmografi
- Tomgang - (Episode 6, 3 sæson) Kunde i kiosk (2015) (Ukrediteret)
- Rita - Emmas kæreste (2013)
- Night of the Templar - Knight (2012)
- Karla og Jonas - Jonas (2010)
- Nemesis (film fra 2010) - Thomas / Gokke (2010)
- Monsterjægerne - Philip (2009)
- Isa's Stepz - Medvirker i flere afsnit som Georg (2009)
- Karla og Katrine (2009)